# Cheilolejeunea albovirens
Cheilolejeunea albovirens là một loài Rêu trong họ Lejeuneaceae. Loài này được (Hook. f. & Taylor) E.A. Hodgs. mô tả khoa học đầu tiên năm 1962.